# 臼井 (新潟市)
臼井（うすい）は、新潟県新潟市南区の町字。郵便番号は950-1412。

## 概要
1889年（明治22年）から現在の大字。信濃川左岸に位置する。
もとは江戸時代から1889年（明治22年）まであった臼井村の区域の一部で、地名の由来は、寛永年間頃に当地を開発した臼田勘次郎が掘った井戸から清水が涌き出し、住民たちが「臼田の井戸」と称したのを省略して「臼井」としたことによる。

### 隣接する町字
北から東回り順に、以下の町字と隣接する。
- 堀掛
- 臼井の内小平次新田
- 下八枚
- 臼井の内小平次新田
- 櫛笥
- 鍋潟
- 白根
- 白根中山
- 小蔵子
- 赤渋

※信濃川を挟んで秋葉区子成場と隣接。

## 歴史
開発年代は寛永年間頃で、明治以降に信濃川の新潟から長岡間を運行した蒸気船、安進丸の寄港地だった。分離年は不明だが、一部が臼井の内小平次新田、昭和30年代後半に一部が堀掛となる。

### 年表
- 1889年（明治22年）4月1日 : 合併により臼井村の大字となり、村役場所在地となる。
- 1955年（昭和30年）3月31日 : 合併により白根町の大字となる。
- 1959年（昭和34年）6月1日 : 白根町の市制施行により、白根市の大字となる。
- 2005年（平成17年）3月21日 : 合併により新潟市の大字となる。
- 2007年（平成19年）4月1日 : 新潟市の政令指定都市移行により、南区の大字となる。

## 世帯数と人口
2018年（平成30年）1月31日現在の世帯数と人口は以下の通りである。
| 大字 | 世帯数  | 人口  |
| ---- | ------- | ----- |
| 臼井 | 144世帯 | 377人 |

## 小・中学校の学区
市立小・中学校に通う場合、学区は以下の通りとなる。
| 番地 | 小学校             | 中学校             |
| ---- | ------------------ | ------------------ |
| 全域 | 新潟市立臼井小学校 | 新潟市立臼井中学校 |

## 主な企業・施設
- 新潟市立臼井小学校
- 新潟市立臼井中学

## 交通

### 道路
- 国道460号
- 新潟県道141号白根黒埼線